# Federación Angoleña de Fútbol
La Federación Angolana de Fútbol (en portugués Federação Angolana de Futebol) es el ente que rige al fútbol en Angola. Fue fundada en 1979 y está afiliada a la FIFA desde 1980. Es miembro de la Confederación Africana de Fútbol (CAF) y está a cargo de la Selección de fútbol de Angola, de todas sus categorías inferiores, del campeonato de Primera División y de la Copa angoleña de fútbol.